# Robin Mesarosch
Robin Mesarosch (* 1. April 1991 in Herrenberg) ist ein deutscher Politiker der SPD. Er war von 2021 bis 2025 Abgeordneter im Deutschen Bundestag.

## Leben
Mesarosch wuchs in Langenenslingen auf. Nach seinem Abitur an der Liebfrauenschule Sigmaringen, wo er Schülersprecher war, studierte er Kommunikation an der Hochschule der Medien Stuttgart (2011–2013) und anschließend Rechtswissenschaft (2013–2015) sowie Philosophie und Geschichte (2017–2021) an der Humboldt-Universität zu Berlin. Nach eigenen Angaben auf abgeordnetenwatch.de beendete er dieses Studium nach der Wahl zum Abgeordneten ohne Abschluss, nachdem er schon zuvor nur neben seiner beruflichen Tätigkeit studiert habe. Er war als selbständiger Kommunikationsberater tätig.
Mesarosch ist Mitglied bei ver.di, dem Förderverein für das Krankenhaus Bad Saulgau e. V., dem Förderverein der Liebfrauenschule Sigmaringen e. V. und dem Deutschen Alpenverein e. V.
Zwischen 2011 und 2013 trat er nach eigener Aussage bei über 200 Poetry-Slams in Deutschland, Österreich und der Schweiz auf und moderierte auch einige.

## Politische Karriere
In die SPD trat Mesarosch mit 18 Jahren ein. Als seine Hauptmotivation nennt er den Kampf gegen soziale Ungerechtigkeit. So schreibt er auf seiner Website: 

„Leider habe ich in meinem Umfeld erlebt, wie unser Sozialstaat Leute hängen lässt, die in einem der reichsten Länder der Welt durchs System rutschen. Auch die Zahlen zeigen uns: 2,6 Millionen Kinder und 3,2 Millionen RentnerInnen in Deutschland sind arm. Im Kreis Sigmaringen sind es 1.235 Kinder, die in Armut leben (Stand: 2020). Das nehme ich nicht hin. Ich will das ändern.“

Mesarosch arbeitete als Social-Media-Referent unter anderem für Martin Schulz, Andrea Nahles und Heiko Maas sowie für den SPD-Parteivorstand und die SPD-Bundestagsfraktion. Er war Leiter für den digitalen Wahlkampf bei der SPD Baden-Württemberg. Er war stellvertretender Kreisvorsitzender der Jusos Sigmaringen.
2021 bewarb er sich bei der Bundestagswahl um das Direktmandat im Wahlkreis Zollernalb-Sigmaringen und stand auf der Landesliste auf Platz 16. Im Kampf um das Direktmandat unterlag er als Zweitplatzierter dem CDU-Kandidaten Thomas Bareiß, erreichte jedoch über den Listenplatz einen Sitz im Bundestag.
Mesarosch war ordentliches Mitglied im Ausschuss für Klimaschutz und Energie, im Ausschuss für Digitales und im Unterausschuss Internationale Klima- und Energiepolitik. Er war stellvertretendes Mitglied im Gesundheitsausschuss sowie stellvertretender Vorsitzender im 2. Untersuchungsausschuss der 20. Wahlperiode des Deutschen Bundestages.
Bei der Bundestagswahl 2025 trat Mesarosch erneut an, konnte sein Mandat auf Grund des schlechten Wahlergebnisses der SPD jedoch nicht verteidigen.